# 岩瀬駅前夏祭り
岩瀬駅前夏祭り（いわせえきまえなつまつり）は、茨城県桜川市の岩瀬市街地で行われる祭りである。毎年7月中旬の土曜日・日曜日に行われる。

## 概要
岩瀬駅の開業により発展した岩瀬市街地でのイベント。昭和20年代後半に岩瀬東区、西区、犬田（常盤町）の子どもたちに楽しんでもらうことを目的に始まった。元は子供会の子供神輿を中心としていたが、後に大人神輿も作られた。
市街地の各町会ごとに神輿、山車または両方を持つ。祭りでは各地区の神社もしくは公民館を出発し、岩瀬駅前にて華合わせする。
日曜日の18時から21時30分は歩行者天国となり、露店が並ぶ。この間、桜川市バスは岩瀬駅を通過する。

## 参加町会

### 東区一（旭町）
- 山王神輿会 - 大人神輿。法被の文字は山王、睦。

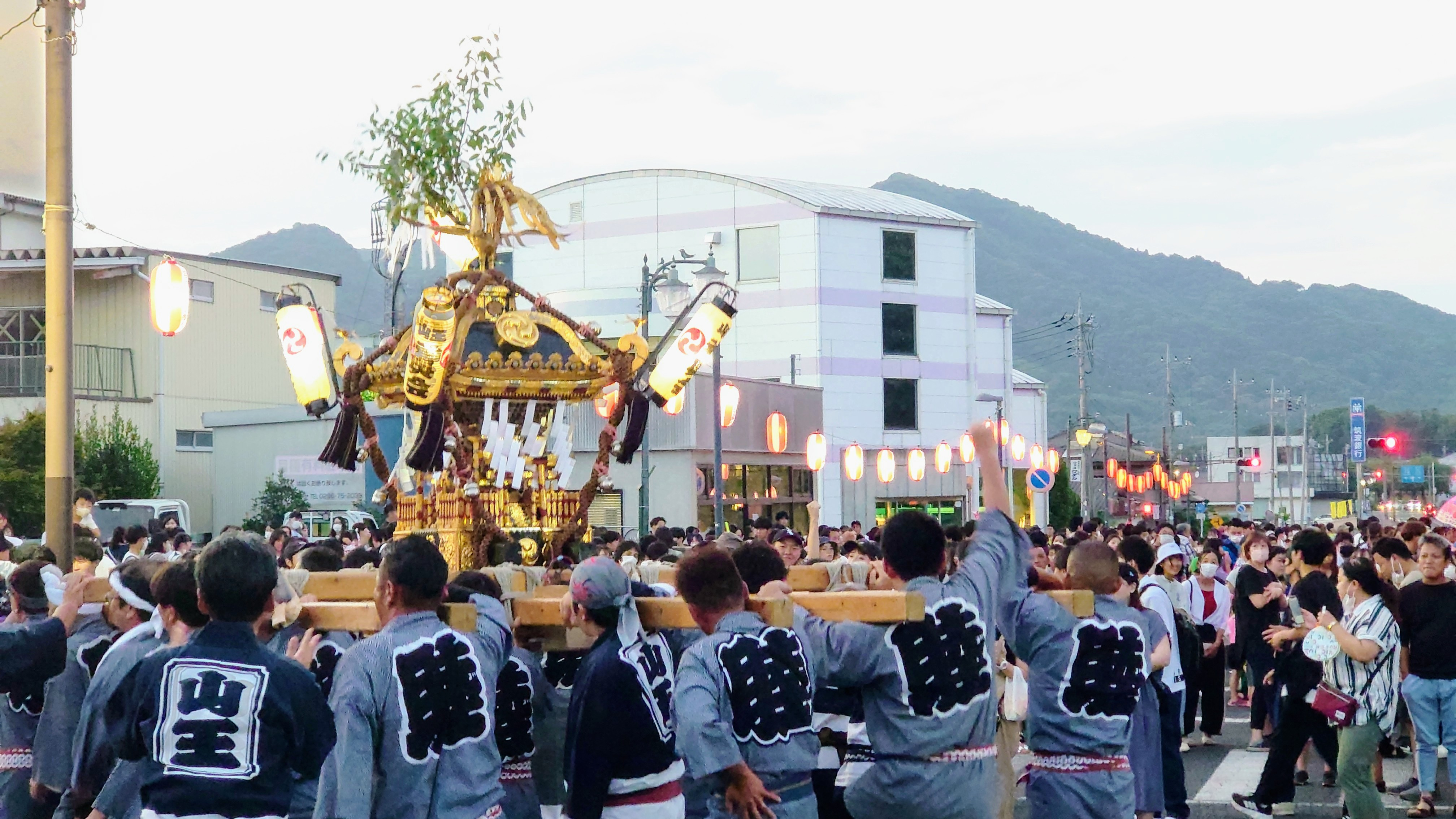
大人神輿

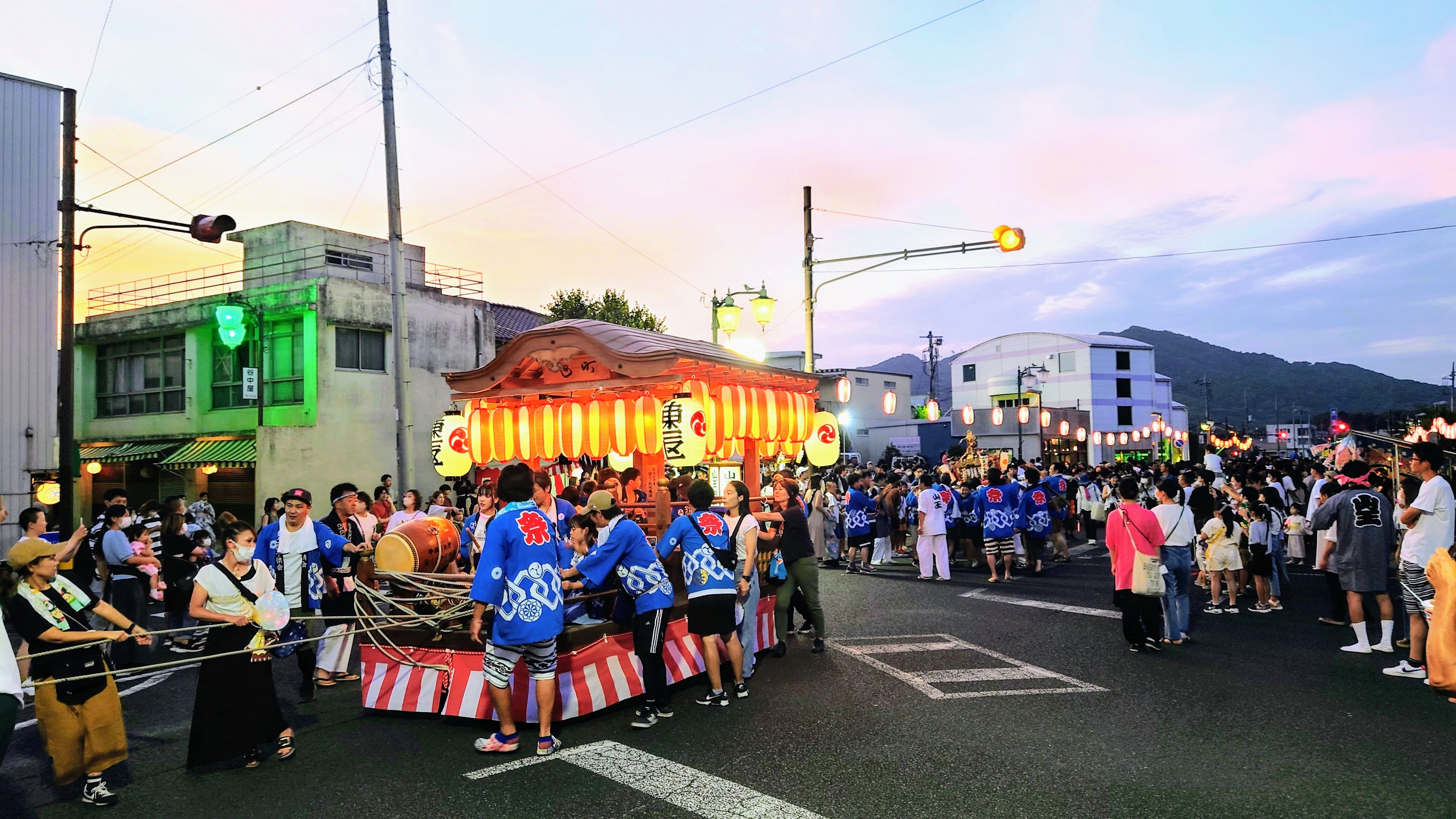
子ども山車

- 旭町子供会 - 子ども神輿、子ども山車

山王神社のある町会。

### 東区二（本町）
- 本町子供会 - 子ども神輿、子ども山車

2023年は神輿、山車ともに参加せず。

### 東区三（栄町）
- 栄町子供会 - 子ども神輿、子ども山車

2023年は神輿、山車ともに参加せず。

### 西区
- 西区神輿會 - 大人神輿。法被の文字は八坂

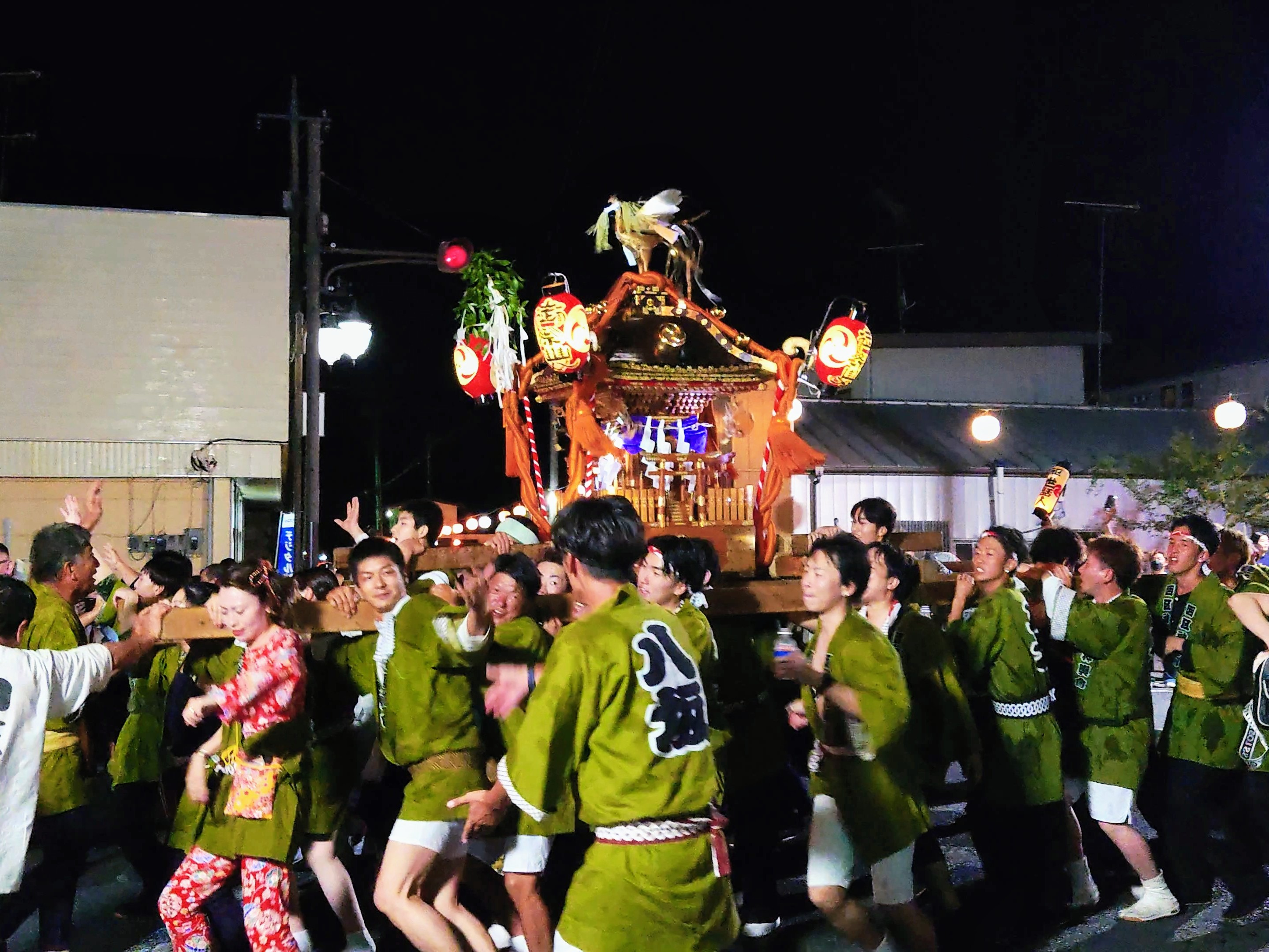
大人神輿

- 西区子供会 - 子ども神輿、子ども山車

西区神社（大神宮、八坂神社）のある町会。

### 犬田
- 犬田神輿会 - 大人神輿。この祭りにおいて一番の歴史を持つ。2023年は参加せず。
- 犬田子供会 - 子ども神輿。

### 鍬田

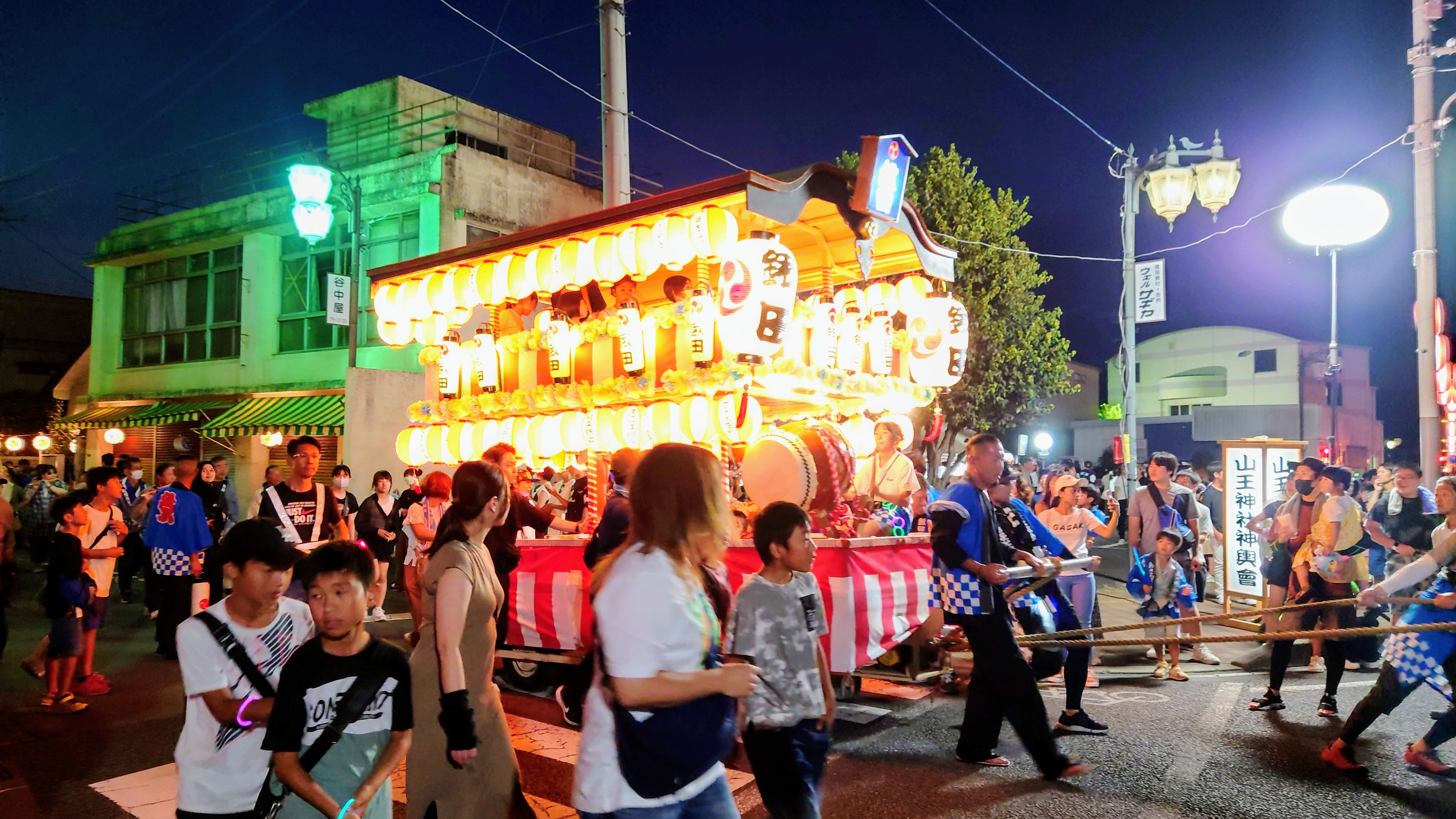
子ども山車

- 鍬田子ども会 - 子ども神輿、子ども山車

鍬田神社のある町会。

### 元岩瀬
- 元岩瀬神輿会 - 大人神輿。近年は参加せず。

### その他
- 桜川神輿会 - 大人神輿

磯部地区の神輿会。2023年は参加せず。

## 存廃問題

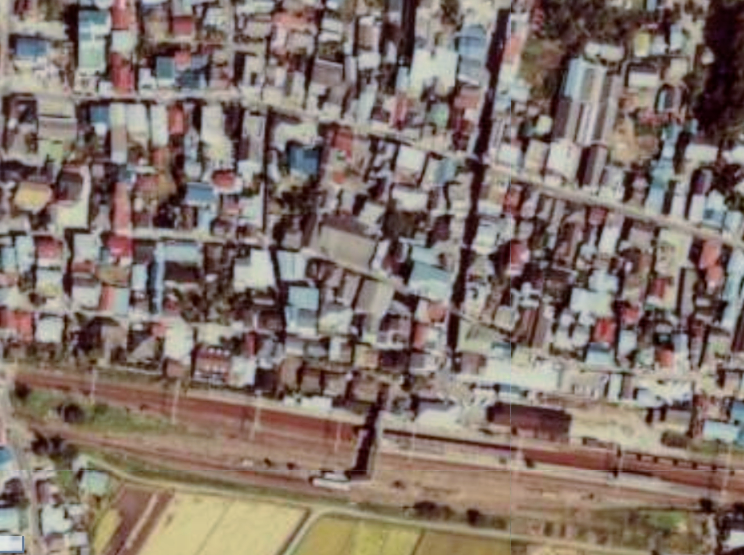
ロータリー整備前

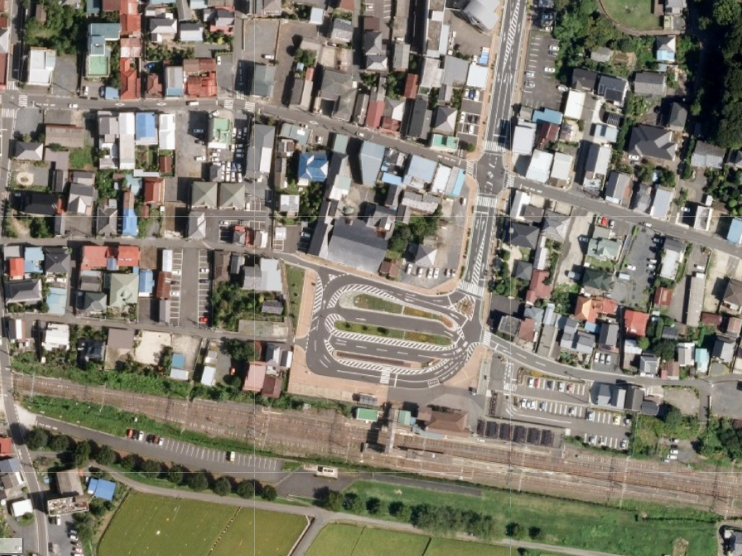
ロータリー整備後

2007年から2009年にかけて行われた岩瀬駅前通り拡幅・駅前ロータリー整備工事により駅前商店街の大部分が消滅し、駅前の人口が大きく減少した。これにより神輿渡御の断念が検討されたが、神事が消えるのは避けるべきとの意見が強まり、規模は縮小されたものの継続されることとなった。